# Академик Вернадский (судно)
«Академик Вернадский» — научно-исследовательское судно (НИС), названное в честь крупнейшего геохимика, академика Академии наук СССР В. И. Вернадского. Построено для Морского гидрофизического института Академии наук Украинской ССР.

## История
В 1969 году НИС «Академик Вернадский» отправилось в первый экспедиционный рейс под руководством С. Г. Богуславского, в котором исследовалась структура течения Ломоносова в районе Гвинейского залива, гидрофизические поля, распределение химических элементов, структура и свойства донных радиоактивных отложений. В результате исследований обнаружено присутствие продуктов ядерных взрывов 1968 года. Первым капитаном судна был капитан дальнего плавания Г. В. Белитский.
Второй рейс судна длился с февраля 1970 года по 2 сентября 1970 года. НИС "Академик Вернадский работал в рамках советского океанографического эксперимента «Полигон-70». Помимо задач физической океанографии, в составе экспедиции работал отряд биологов ИнБЮМ АН УССР. В феврале-апреле под руководством О. Г. Миронова ими были исследованы закономерности распределения нефтеокисляющих микроорганизмов в Балтийском и Северном морях, в Атлантическом океане и Средиземном море. С 4 апреля по 2 сентября под руководством Г. Г. Поликарпова были изучены распределения радионуклидов в одноклеточных водорослях на основном океанографическом полигоне в Атлантическом океане.
Во время двух рейсов 1971 года НИС «Академик Вернадский» работало в Карибском море и экваториальной зоне Атлантического океана. Учёными экспедиции под руководством П. П. Гансона был исследован водообмен в этих районах, гидрологический и гидрохимический режимы вод, а также взаимодействие атмосферы и океана. Проведены гидрооптические и гидробиологические исследования.
С 27 декабря 1971 года по 15 мая 1972 года НИС «Академик Вернадский» совершило кругосветную экспедицию (4-й рейс судна), в которой изучались основные гидрофизические и биологические характеристики вод экваториальных зон Тихого, Индийского и Атлантического океанов. 
Научные экспедиционные исследования на НИС «Академик Вернадский» проводились в период 1969 – 1991 гг. За это время было выполнено 62 рейса в Атлантическом, Индийском океанах, Чёрном и Средиземном морях. Значительная часть рейсов выполнялась по государственным и международным проектам и программам, в том числе «ПОЛИМОДЕ», «РАЗРЕЗЫ» «СИКАР», «МОКАРИБ», «СОВФРАНС», «ДЖЕЙСИН-78». Было совершено две кругосветные экспедиции по международной программе «ГЛОБЭКС».
С 1993 года эксплуатировался как пассажирское судно (был переименован, новое название «Глория»).
Из-за истёкшего срока действия квалификационных свидетельств с 2006 года находился в отстое в Практической гавани Одесского порта.
6 октября 2010 г. прибыл на разделку в Аланг (Индия).